# Thelypteridoideae
Thélyptéridoidées
Sous-famille
Genres de rang inférieur
Les Thélyptéridoidées ou Thelypteridoideae sont une sous-famille de fougères appartenant à la famille des Thélyptéridacées, elle-même incluse dans l’ordre des Polypodiales. Cette sous-famille regroupe des fougères largement répandues à travers le monde, avec une prédominance dans les régions tropicales et subtropicales. Elle est caractérisée par une diversité écologique et morphologique remarquable.

## Taxonomie

### Historique de la classification
La sous-famille Thélyptéridoidées a été décrite pour la première fois par Ren Chang Ching en 1940, dans le cadre de ses travaux sur la révision des genres de fougères. À l’origine, ces plantes étaient souvent incluses dans des classifications plus larges comme les Polypodiacées. Cependant, les analyses morphologiques et, plus tard, les études moléculaires ont conduit à leur séparation en tant que famille Thélyptéridacées, puis à la reconnaissance de la sous-famille.

### Phylogénie
La sous-famille des Thélyptéridoidées est divisée en plusieurs genres, bien que leur délimitation soit encore sujette à des révisions taxonomiques basées sur des analyses moléculaires récentes. Avec l’avènement des techniques d’analyse génétique (par exemple, séquençage de l’ADN chloroplastique), les relations phylogénétiques entre genres ont été affinées, menant à des ajustements dans la classification.
Parmi les principaux genres inclus dans cette sous-famille, on trouve :
- Thelypteris : Le genre type, avec une grande diversité d’espèces.
- Christella : Répandu principalement dans les régions tropicales.
- Amauropelta : Fréquent en Amérique du Sud.
- Cyclosorus : Présent en Asie et en Océanie.

Les analyses moléculaires récentes ont montré que certains genres traditionnels sont paraphylétiques, ce qui a conduit à des révisions importantes. Par exemple, plusieurs espèces autrefois placées dans Thelypteris ont été transférées à d'autres genres comme Christella et Amauropelta, en fonction de leur relation évolutive.

## Caractéristiques morphologiques
Les fougères de la sous-famille des Thélyptéridoidées présentent les traits morphologiques suivants :
1. Port : Ce sont des fougères herbacées terrestres, parfois épiphytes ou grimpantes.
2. Frondes : Elles sont généralement pennées ou bipennées, avec des nervures libres ou anastomosées.
3. Sores : Forme des groupes de sporanges disposés sur la face inférieure des frondes. Ils sont souvent protégés par des indusies membraneuses.
4. Rhizomes : Ils sont généralement court et rampant, parfois dressé, souvent couvert d’écailles brunes.

Ces caractéristiques permettent une adaptation à une variété de milieux, allant des forêts tropicales humides aux zones marécageuses.

## Distribution et habitat
Les Thélyptéridoidées sont cosmopolites, mais leur diversité atteint son apogée dans les zones tropicales. On les trouve dans des habitats variés comme sur les sols humides et ombragées des forêts tropicales, dans les zones marécageuses où certaines espèces prospèrent dans les tourbières et les zones inondées et dans les milieux, dit « perturbés » où quelques espèces colonisent les sols dénudés après des glissements de terrain ou des incendies.

## Annexe